# Mistrzostwa Europy w Wioślarstwie 2009 – dwójka podwójna mężczyzn
Dwójka podwójna mężczyzn (M2x) – konkurencja rozgrywana podczas Mistrzostw Europy w Wioślarstwie 2009 w Brześciu między 18 a 20 września.

## Harmonogram konkurencji
| Wydarzenie                  | Runda      |
| --------------------------- | ---------- |
| Piątek, 18 września 2009    | Eliminacje |
| Sobota, 19 września 2009    | Repasaże   |
| Niedziela, 20 września 2009 | Finał B    |
| Niedziela, 20 września 2009 | Finał A    |

## Medaliści
| Złoto                                 | Srebro                                        | Brąz                                        |
| Estonia · Allar Raja · Kaspar Taimsoo | Szwajcaria · Andre Vonarburg · Florian Stofer | Serbia · Marko Marjanović · Dušan Bogićević |

## Wyniki

### Eliminacje
Reguła kwalifikacji: 1 → FA, 2.. → R

#### Eliminacje 1
| Miejsce | Zawodnik                           | Kraj     | Czas    | Uwagi |
| ------- | ---------------------------------- | -------- | ------- | ----- |
| 1       | Allar Raja Kaspar Taimsoo          | Estonia  | 6:33,00 | FA    |
| 2       | Nikita Morgaczow Nikołaj Spiniew   | Rosja    | 6:36,99 | R     |
| 3       | Artem Morozow Witalij Krywenko     | Ukraina  | 6:41,58 | R     |
| 4       | Gergely Orbán László Szekér        | Węgry    | 6:56,67 | R     |
| 5       | Alaksandr Iwaszka Dzianis Surawiec | Białoruś | 7:02,94 | R     |
| 6       | Petr Buzrla David Jirka            | Czechy   | 8:00,47 | R     |

#### Eliminacje 2
| Miejsce | Zawodnik                             | Kraj       | Czas    | Uwagi |
| ------- | ------------------------------------ | ---------- | ------- | ----- |
| 1       | Andre Vonarburg Florian Stofer       | Szwajcaria | 6:29,22 | FA    |
| 2       | Marko Marjanović Dušan Bogićević     | Serbia     | 6:36,22 | R     |
| 3       | Žiga Pirih Matej Rojec               | Słowenia   | 6:41,58 | R     |
| 4       | Marios Savva Valentinos Sofokleous   | Cypr       | 6:46,77 | R     |
| 5       | Giorgi Motiaszwili Lasza Motiaszwili | Gruzja     | 6:52,64 | R     |

### Repasaże
Reguła kwalifikacji: 1-2 → FA, 3... → FB

#### Repasaże 1
| Miejsce | Zawodnik                           | Kraj     | Czas    | Uwagi |
| ------- | ---------------------------------- | -------- | ------- | ----- |
| 1       | Nikita Morgaczow Nikołaj Spiniew   | Rosja    | 6:30,73 | FA    |
| 2       | Alaksandr Iwaszka Dzianis Surawiec | Białoruś | 6:33,10 | FA    |
| 3       | Žiga Pirih Matej Rojec             | Słowenia | 6:36,46 | FB    |
| 4       | Marios Savva Valentinos Sofokleous | Cypr     | 6:42,15 | FB    |
| 5       | Petr Buzrla David Jirka            | Czechy   |         | DNS   |

#### Repasaże 2
| Miejsce | Zawodnik                             | Kraj    | Czas    | Uwagi |
| ------- | ------------------------------------ | ------- | ------- | ----- |
| 1       | Artem Morozow Witalij Krywenko       | Ukraina | 6:33,82 | FA    |
| 2       | Marko Marjanović Dušan Bogićević     | Serbia  | 6:35,83 | FA    |
| 3       | Gergely Orbán László Szekér          | Węgry   | 6:41,62 | FB    |
| 4       | Giorgi Motiaszwili Lasza Motiaszwili | Gruzja  | 6:47,10 | FB    |

### Finał B
| Miejsce | Zawodnik                             | Kraj     | Czas    | Uwagi |
| ------- | ------------------------------------ | -------- | ------- | ----- |
| 1       | Žiga Pirih Matej Rojec               | Słowenia | 6:37,01 |       |
| 2       | Marios Savva Valentinos Sofokleous   | Cypr     | 6:39,56 |       |
| 3       | Gergely Orbán László Szekér          | Węgry    | 6:41,24 |       |
| 4       | Giorgi Motiaszwili Lasza Motiaszwili | Gruzja   | 6:41,89 |       |

### Finał A
| Miejsce | Zawodnik                           | Kraj       | Czas    | Uwagi |
| ------- | ---------------------------------- | ---------- | ------- | ----- |
|         | Allar Raja Kaspar Taimsoo          | Estonia    | 6:28,82 |       |
|         | Andre Vonarburg Florian Stofer     | Szwajcaria | 6:30,87 |       |
|         | Marko Marjanović Dušan Bogićević   | Serbia     | 6:36,85 |       |
| 4       | Artem Morozow Witalij Krywenko     | Ukraina    | 6:37,52 |       |
| 5       | Nikita Morgaczow Nikołaj Spiniew   | Rosja      | 6:41,65 |       |
| 6       | Alaksandr Iwaszka Dzianis Surawiec | Białoruś   | 6:48,56 |       |